# Ocys
Ocys är ett släkte av skalbaggar som beskrevs av Stephens 1828. Ocys ingår i familjen jordlöpare.
Kladogram enligt Dyntaxa:
| Ocys | \| \| Ocys harpaloides \| \| \| \| \| \| Ocys quinquestriatus \| \| \| \| |
|      | \| \| Ocys harpaloides \| \| \| \| \| \| Ocys quinquestriatus \| \| \| \| |
|      | Ocys harpaloides                                                          |
|      |                                                                           |
|      | Ocys quinquestriatus                                                      |
|      |                                                                           |